# 坚硬岩黄耆
坚硬岩黄耆（学名：Hedysarum sikkimense var. rigidum）为豆科岩黄耆属下的一个变种。

## 扩展阅读
- 維基物種上的相關：坚硬岩黄耆